# پاتریک کرگ
پاتریک کرگ (انگلیسی: Patrick Cregg؛ زادهٔ ۲۱ فوریهٔ ۱۹۸۶) فوتبالیست اهل ایرلند است.
از باشگاه‌هایی که در آن بازی کرده‌است می‌توان به باشگاه فوتبال آرسنال، باشگاه فوتبال هیبرنین، باشگاه فوتبال بری، باشگاه فوتبال فالکیرک، باشگاه فوتبال سنت میرن، و باشگاه فوتبال شامروک روورز اشاره کرد.
وی همچنین در تیم‌های ملی فوتبال زیر ۱۴، ۱۵، ۱۶، ۱۷، ۱۹ و ۲۱ سال جمهوری ایرلند بازی کرده‌است.